# Новиков, Иван Сергеевич
Иван Сергеевич Новиков (1906, дер. Каблуково, Московская область, Российская империя — 1978, СССР) — советский железнодорожный управленец и инженер, 3-й начальник Московского метрополитена (с января 1938 года по январь 1950 года) и 1-й начальник Ленинградского метрополитена (с января 1955 года по октябрь 1965 года).

## Биография
Иван Новиков родился в 1906 году в подмосковной семье рабочих. В дальнейшем он пошёл по пути отца, работавшего столяром на Мытищинском машиностроительном заводе, и в 1920 году устроился слесарем на электромеханический завод. В 1923 году начинается его карьера на транспорте, когда он переводится слесарем в Артамоновское трамвайного депо в Москве. Одновременно с 1923 по 1926 год он обучается в местной школе фабрично-заводского ученичества. С окончанием учёбы ему присвоили квалификацию слесаря 7-го разряда. С 1928 года Новиков — член ВКП(б). В 1929—1932 годах работал вагонным мастером Артамоновского трамвайного депо, инженером Мострамвайтреста.

### Метрострой и Московский метрополитен
В 1932 году перешёл на работу инженером отдела тяги в Метрострой. В 1935 году, когда готовилась к запуску первая очередь метро, перевёлся в Московский метрополитен инженером—приёмщиком. В 1936—1937 годах работал в мастерских метрополитена, начальником бюро нового подвижного состава. В 1937 году стал начальником службы подвижного состава. С 29 января 1938 возглавил Московский метрополитен, сменив проработавшего на этой должности 4 месяца и, вероятно, репрессированного Владимира Днепровского.
На время службы Новикова пришлась Великая Отечественная война, когда метрополитен продолжал работать и ещё служил в качестве бомбоубежища. Однако даже в военное время продолжалось строительство метрополитена, и в январе 1943 года начали ходить поезда по новому 6-километровому участку Замоскворецкого радиуса от станции «Театральная» (тогда «Площади Свердлова») до «Автозаводской» («Завод имени Сталина»). В 1944 году ему присвоено звание генерал-директора тяги III ранга. Всего при Иване Новикове было проложено 30,5 км путей и введена в эксплуатацию 21 новая станция, в том числе первый участок Кольцевой линии от «Курской» до «Парка культуры». С января 1950 года на посту начальника московского метрополитена Новикова сменил Александр Ежов.

### Ленинградский метрополитен
Новиков был освобожден от занимаемой должности и направлен в распоряжение Госстроя СССР для руководства строительством и подготовки к открытию Ленинградского метрополитена. В 1955 году стал первым начальником Ленинградского метрополитена. При нём были открыты Кировско-Выборгская и Московско-Петроградская линии. Он возглавлял метрополитен вплоть до 1965 года, когда его сменил Владимир Аверкиев.

## Награды
Иван Новиков за свою трудовую деятельность был неоднократно отмечен государственными и ведомственными наградами и званиями:
- два Ордена Ленина;
- Орден Трудового Красного Знамени;
- Медаль «За оборону Москвы»;
- Знак «Почётный железнодорожник».